# Gotzfeldgau
Der Gotzfeldgau war eine mittelalterliche Gaugrafschaft im Herzogtum Franken, die nordöstlich von Würzburg lag.
Als dessen Gaugraf ist lediglich der Konradiner
- Konrad der Ältere, † 27. Februar 906 bei Fritzlar, 886 Graf im Oberlahngau, 897 Graf im Hessengau, 903 Graf im Gotzfeldgau, 905 Graf in der Wetterau, Graf im Wormsgau, 892 bis vor 903 Markgraf in Thüringen, Nepos von König Arnulf von Kärnten, begraben in der Martinskirche in Weilburg.

bekannt.